# Col·legi Públic de Son Ferriol
El Col·legi Públic de Son Ferriol es troba al barri de Palma que du el mateix nom. Actualment, el centre educatiu està situat al carrer Margalida Monlau,59 del barri.
La primera escola pública que hi va haver a Son Ferriol estava situada en un edifici al carrer que ara, precisament, duu el nom d'Escola Nacional. Actualment a l'edifici antic, de propietat municipal, hi ha l'escoleta pública de Son Ferriol (0 - 3 anys).
El nou edifici va ser inaugurat el 1992 i des de llavors ha tengut algunes ampliacions. Imparteix estudis d'educació infantil i educació primària (de 3 a 12 anys)

## Construcció i inauguració de l'antiga Escola Nacional
El terreny, de 1.000 m² està situat a la part llevant de Son Ferriol i fou destinat a escola en el contracte signat per Bartomeu Font, quan va comprar la possessió. L'escola de Son Ferriol va ser construïda entre els anys 1923 i 1925, pel constructor i batle pedani de la barriada Sebastià Roser Picornell, republicà, que va ésser empresonat durant la guerra civil espanyola per la seva ideologia.
L'escola fou inaugurada per Miguel Primo de Rivera Orbaneja el 18 de gener de 1925. Una placa, situada en la paret frontal de l'aula del nins, recordava l'esdeveniment, però el 1966, Joan Vich, el batlle pedani, la va fer tapar.

## Història
El 1925 es va iniciar l'ensenyament públic en el nou edifici, amb dues aules, una per als nins i l'altra per a les nines, amb uns rètols indicatius, que són encara visibles i que estan situats damunt les portes de cada una de les corresponents aules. La part central de l'edifici havia estat destinada a habitatge del professorat, el pis superior era l'assignat al mestre. El del pis de baix era el destinat a la mestra. A les façanes de les aules, on hi havia els pals de les banderes que es col·locaren després de la guerra, són visibles els escuts de la república. Dins el pati hi ha un pou i una cisterna d'on bevien els infants, abans de la instal·lació de l'aigua corrent el 1966.
Durant la guerra civil espanyola l'escola va mantenir-se tancada, i l'activitat escolar va tornar a iniciar el curs 1938-39. Una família va viure en el pis de baix de les cases assignades als mestres del 1938 al 1977, quan es va crear una unitat de pàrvuls.
L'any 1966, mentre Joan Vich era el batlle pedani de la barriada, i Antoni Ramis el regidor de Cultura i Educació de l'Ajuntament de Palma. l'escola es va ampliar amb tres noves aules de 42 m² cada una a la part dreta del pati, i dos banys, eliminant els arbres que hi havia sembrats a la vorera de Can Merino (moreres, pruneres, figuera, ...). En el racó entre els banys i les aules, es va construir un magatzem per guardar el material de neteja i un bany pel professorat. L'obra la feu el constructor Joan Orell. El pati es va encimentar el 1970, sense muntar desguassos, i deu anys després, l'Ajuntament va construir uns embornals connectats als desguassos del carrer.
Durant l'any 1981, el bisbe de Mallorca, Teodor Ubeda, va visitar l'escola, i s'hi entrevistà amb els alumnes, pares, mares i mestres.
L'edifici va funcionar com escola fins a la construcció de la nova escola el 1992. Actualment està ocupat per l'Escoleta Municipal de Son Ferriol (0 - 3 anys).
El nou edifici, inaugurat el 16 de gener de 1992, està ubicat a dins els terrenys de l'antiga possessió Son Ramis Nou, en la zona de creixement de la barriada. El nom del carrer a on està situat: "Margalida Monlau", fa referència al nom d'una de les propietàries dels terrenys que, junt amb altres persones; a principis de segle xx, varen promoure l'establiment de Son Ferriol com un nou barri de Palma.